# Diócesis de Singida
La diócesis de Singida (en latín: Dioecesis Singidaën(sis), en inglés: Roman Catholic Diocese of Singida y en suajili: Jimbo Katoliki la Singida) es una circunscripción eclesiástica latina de la Iglesia católica en Tanzania, sufragánea de la arquidiócesis de Dodoma. La diócesis tiene al obispo Edward Mapunda como su ordinario desde el 28 de abril de 2015. 

## Territorio y organización
La diócesis tiene 49 345 km² y extiende su jurisdicción sobre los fieles católicos de rito latino residentes en la región de Singida y en la parte meridional de la región de Tabora.
La sede de la diócesis se encuentra en la ciudad de Singida, en donde se halla la Catedral del Espíritu Santo.
En 2020 en la diócesis existían 28 parroquias.

## Historia
La diócesis fue erigida el 25 de marzo de 1972 con la bula In primaeva Ecclesiae del papa Pablo VI, obteniendo el territorio de las diócesis de Dodoma (hoy arquidiócesis), Mbeya (hoy arquidiócesis de Mbeya) y Mbulu y de la arquidiócesis de Tabora.
Originalmente sufragánea de la arquidiócesis de Tabora, el 6 de noviembre de 2014 pasó a formar parte de la provincia eclesiástica de la arquidiócesis de Dodoma.

## Estadísticas
De acuerdo al Anuario Pontificio 2022 la diócesis tenía a fines de 2021 un total de 192 600 fieles bautizados.
| Año                                                                             | Población            | Población | Población      | Sacerdotes | Sacerdotes    | Sacerdotes    | Bautizados por sacerdote | Diáconos permanentes | Religiosos | Religiosos | Parroquias |
| Año                                                                             | Bautizados católicos | Total     | % de católicos | Total      | Clero secular | Clero regular | Bautizados por sacerdote | Diáconos permanentes | Varones    | Mujeres    | Parroquias |
| ------------------------------------------------------------------------------- | -------------------- | --------- | -------------- | ---------- | ------------- | ------------- | ------------------------ | -------------------- | ---------- | ---------- | ---------- |
| 1980                                                                            | 69 419               | 635 000   | 10.9           | 30         | 8             | 22            | 2313                     |                      | 23         | 43         | 12         |
| 1990                                                                            | 89 428               | 826 000   | 10.8           | 41         | 14            | 27            | 2181                     |                      | 27         | 114        | 18         |
| 1999                                                                            | 129 110              | 1 000     | 12.9           | 55         | 35            | 20            | 2347                     |                      | 37         | 176        | 16         |
| 2000                                                                            | 130 239              | 1 200 000 | 10.9           | 56         | 36            | 20            | 2325                     |                      | 37         | 176        | 16         |
| 2001                                                                            | 135 343              | 1 200 000 | 11.3           | 53         | 33            | 20            | 2553                     |                      | 39         | 186        | 16         |
| 2002                                                                            | 136 113              | 1 200 000 | 11.3           | 56         | 35            | 21            | 2430                     |                      | 38         | 178        | 17         |
| 2003                                                                            | 139 364              | 1 203 900 | 11.6           | 55         | 34            | 21            | 2533                     |                      | 40         | 266        | 17         |
| 2004                                                                            | 143 220              | 1 205 017 | 11.9           | 55         | 35            | 20            | 2604                     |                      | 40         | 347        | 18         |
| 2010                                                                            | 168 781              | 1 388 000 | 12.2           | 66         | 47            | 19            | 2557                     |                      | 37         | 344        | 20         |
| 2013                                                                            | 238 307              | 1 522 000 | 15.6           | 67         | 50            | 17            | 3556                     |                      | 34         | 423        | 22         |
| 2014                                                                            | 244 714              | 1 566 000 | 15.6           | 75         | 55            | 20            | 3262                     |                      | 37         | 428        | 22         |
| 2017                                                                            | 178 205              | 1 704 400 | 10.5           | 82         | 54            | 28            | 2173                     |                      | 28         | 374        | 24         |
| 2020                                                                            | 192 600              | 1 840 540 | 10.5           | 85         | 54            | 31            | 2265                     |                      | 52         | 494        | 28         |
| Fuente: Catholic-Hierarchy, que a su vez toma los datos del Anuario Pontificio. |                      |           |                |            |               |               |                          |                      |            |            |            |

## Episcopologio
- Bernard Mabula † (25 de marzo de 1972-19 de abril de 1999 retirado)
- Desiderius M. Rwoma (19 de abril de 1999-15 de enero de 2013 nombrado obispo de Bukoba)
  - Sede vacante (2013-2015)[4]
- Edward Mapunda, desde el 28 de abril de 2015